# Kapusztyin Jar
Kapusztyin Jar (cirill betűkkel Капустин Яр) kísérleti rakétaindító telep Oroszország Asztraháni területén.
Kapusztyin Jart Volgográdtól 100 km-re keletre, a Volga folyó bal partján terül el. 1945–1946-ban építették ki, elsősorban a második világháború során zsákmányolt német rakéták kipróbálására. A rakétaindító telep a Hadászati Rakétacsapatok alárendeltségében van. A rakétaindító telep lakóterületek közelében működött, nem volt alkalmas nagy hatótávolságú rakéták indítására.
1947-től Szergej Koroljov irányítása alatt itt kezdődtek el a szovjet ballisztikus rakétákkal folytatott kísérletek. Az első ballisztikus rakétát – egy Németországban zsákmányolt alkatrészekből épített V–2 rakétát – 1947. október 18-án indították. 1947 októbere és novembere során összesen 11 indítást végeztek a V–2-es rakétával. Később, 1948 őszén a V–2-n alapuló R–1 ballisztikus rakétával végeztek kísérleti indításokat Kapusztyin Jarban. 1947–1957 között Kapusztyin Jar volt az egyetlen szovjet telep, ahol a ballisztikus rakéták kísérleti indításait végezték. A V–2-n és az R–1-en kívül ott tesztelték később az R–2, az R–5, az R–12 és az R–14 ballisztikus rakétákat is.
1950-től számos meteorológiai és geofizikai, valamint kísérleti rakétát bocsátottak fel 100–500 kilométer magasságba. Itt végezték a rakétaszonda-kísérletek nagy részét. 1962-től egészen az 1980-as évek végéig innen indították a Koszmosz műholdakat. A Vertyikal (az 1970-es, 1980-as években az Interkozmosz együttműködés keretében indított geofizikai rakétaszondák) egy része, valamint az indiai műholdak hordozórakétája is innen startolt. 1972-ben korszerűsítést végeztek, új indítóberendezést szereltek össze, hogy 500–1500 kilométer magasságba tudjanak szondákat fellőni. Az interkontinentális rakétákat, majd az emberes űrrepülést segítő rakétaindításokat Bajkonurba helyezték át. 1987-től – robbantásos módszerrel – itt semmisítették meg az RSZD–10 Pionyerek (SS–20), a három atomtöltettel felszerelt közepes hatótávolságú ballisztikus rakéták többségét.